# Moviment Nacional Iugoslau
El Moviment Nacional Iugoslau (en serbocroat: Jugoslavenski narodni pokret / Југословенски народни покрет), també coneguda com a Organització Laboral Militant Unida (Združena borbena organizacija rada / Здружена борбена организација рада, o Zbor / Збор), va ser un moviment i organització feixista iugoslau liderada pel polític Dimitrije Ljotić. Fundada el 1935, va rebre una considerable ajuda financera i política alemanya durant el període d'entreguerres i va participar en les eleccions parlamentàries iugoslaves de 1935 i 1938, en les quals mai va rebre més de l'1 % dels vots.
Després de la invasió de l'Eix i l'ocupació de Iugoslàvia l'abril de 1941, els alemanys van seleccionar diversos membres Zbor per unir-se al govern titella serbi de Milan Nedić. El Cos de Voluntaris Serbis (SDK) es va establir com a exèrcit del partit de Zbor. Ljotić no tenia control sobre l'SDK, que estava comandat pel coronel Kosta Mušicki. A finals de 1944, Ljotić i els seus seguidors es van retirar a Eslovènia amb els alemanys i altres formacions col·laboracionistes. Al març, Ljotić i el líder chetnik Draža Mihailović van acordar una aliança final contra els partisans iugoslaus. Els seguidors de Ljotić van ser posats sota el comandament del comandant chetnik Miodrag Damjanović. Ljotić va morir en un accident d'automòbil a finals d'abril de 1945. Els seus seguidors van fugir més tard a Itàlia al costat dels txètniks. Els aliats occidentals en van extradir molts a Iugoslàvia després de la guerra, on van ser executats sumàriament i enterrats en fosses comunes. Els que no van ser extradits van emigrar als països occidentals i van establir organitzacions d'emigrats amb la intenció de promoure l'agenda política de Zbor.

## Rerefons
Dimitrije Ljotić va ser un polític de dretes al Regne de Iugoslàvia durant el període d'entreguerres. El 16 de febrer de 1931, va ser nomenat ministre de Justícia iugoslau pel rei Alexandre com a resultat de la seva lleialtat inviolable a la dinastia Karađorđević. Al juny d'aquell any, Ljotić va suggerir a Alexandre que el sistema polític iugoslau s'estructuria segons el model feixista italià. Li va presentar un projecte de constitució que proposava «una monarquia orgànica constitucional hereditària, antidemocràtica i no parlamentària, basada en la mobilització de forces populars, reunides al voltant d'organitzacions econòmiques, professionals, culturals i benèfiques, que fos políticament responsable del rei.» El rei va rebutjar la constitució de Ljotić per ser massa autoritària. El 17 d'agost, Ljotić va dimitir del seu càrrec després que el govern decidís crear un partit polític únic recolzat pel govern a Iugoslàvia.

## Formació
El 1934, Alexandre va ser assassinat a Marsella. Aquell any, Ljotić va entrar en contacte amb tres moviments profeixistes i els editors dels seus respectius diaris: Otadžbina («Pàtria»), publicat a Belgrad; el mensual Zbor («Assemblea», «míting»), publicat a Hercegovina; i el setmanari Buđenje («Despertar»), publicat a Petrovgrad (actualment Zrenjanin). Ljotić va contribuir a les tres publicacions i va tenir més influència amb el moviment Otadžbina. Posteriorment, va fundar el Moviment Nacional Iugoslau (en serbocroat: Jugoslovenski narodni pokret), que també era coneguda com l'Organització Laboral Militant Unida (Združena borbena organizacija rada, o Zbor). Zbor va ser creat per la fusió de tres moviments feixistes: Acció Iugoslava, els «Lluitadors» de Ljubljana i Buđenje de Petrovgrad. Va ser establert oficialment a Belgrad el 6 de gener de 1935, el sisè aniversari de la proclamació de la dictadura del rei Alexandre. Els seus membres van elegir Ljotić com a president, Juraj Korenić com a vicepresident, Fran Kandare com a vicepresident segon i Velibor Jonić com a secretari general. Ljotić va ser elegit pel seu període anterior com a ministre de Justícia i per les seves connexions amb la cort reial.
L'objectiu oficial declarat de Zbor era la imposició d'una economia planificada i «la defensa racial i biològica de la força vital nacional i de la família». Otadžbina es va convertir en el seu diari oficial. El partit va ser declarat il·legal quan es va establir, ja que pràcticament tots els partits polítics a Iugoslàvia havien estat prohibits des de la declaració de la dictadura del rei Alexandre el 1929. El 2 de setembre de 1935, Jonić i l'advocat Milan Aćimović van demanar al Ministeri de l'Interior iugoslau la legalització de Zbor. El 8 de novembre, el Ministeri de l'Interior va cedir i va reconèixer Zbor com a partit polític oficial. Els oficials alemanys a Iugoslàvia es van adonar ràpidament del moviment, amb l'enviat alemany a Iugoslàvia, Viktor von Heeren, que li va proporcionar ajuda financera i s'hi va infiltrar amb agents alemanys. Un observador alemany va assenyalar: «El moviment Zbor representa una mena de partit nacionalsocialista. Els seus principis són la lluita contra els maçons, contra els jueus, contra els comunistes i contra el capitalisme occidental.» Les empreses industrials alemanyes van proporcionar a Zbor més ajuda financera, igual que els serveis d'intel·ligència alemanys. La major part del suport que Zbor va rebre a Sèrbia provenien de membres de la classe mitjana urbana, així com estudiants de dretes i membres de les forces armades. La majoria dels membres de Zbor eren d'ètnia sèrbia, amb alguns croats i eslovens unint-se al partit en petit nombre. Els seus membres van fluctuar sovint, principalment a causa dels desacords sobre l'autoritarisme de Ljotić i la manca de popularitat i poder polític a Sèrbia. Ljotić era una figura impopular a Sèrbia a causa de les seves simpaties proalemanyes i el seu fanatisme religiós. La quantitat limitada de suport rebut pel mateix Zbor va derivar del fet que el sentiment de la dreta radical no era fort entre la població sèrbia. La raó d'això va ser que la política d'extrema dreta estava associada amb Alemanya. Com que eren extremadament antialemanys, la majoria dels serbis ètnics rebutjaven les idees feixistes i nazis directament. Zbor mai va tenir més de 10.000 membres actius en un moment donat, amb la major part del seu suport procedent de Smederevo i de la minoria ètnica alemanya (Volksdeutsche) a Vojvodina que havia estat exposada a la propaganda nazi des de 1933.
Durant el govern de Milan Stojadinović, molts membres de Zbor van abandonar el partit i es van unir a la Unió Radical Iugoslava de Stojadinović (en serbocroat; Jugoslovenska radikalna zajednica, JRZ). No obstant això, el moviment va continuar defensant l'abandonament de l'individualisme i la democràcia parlamentària. Ljotić va demanar que Iugoslàvia s'unís al voltant d'un sol governant i tornés a les seves tradicions religioses i culturals, abraçant els ensenyaments del cristianisme, els valors tradicionals i el corporativisme. Va defensar un estat organitzat centralment, afirmant que la unificació dels eslaus del sud era una inevitabilitat històrica i política i que els serbis, els croats i els eslovens compartien «un parentiu de sang i un sentiment de destí comú». Al mateix temps, la Iugoslàvia que imaginava Ljotić era la que havia de ser dominada per Sèrbia. Zbor va promoure obertament l'antisemitisme, sent l'únic partit a Iugoslàvia que ho va fer obertament, així com la xenofòbia.

## Eleccions de 1935 i 1938
Malgrat la seva oposició a la democràcia parlamentària, Zbor va participar en les eleccions parlamentàries iugoslaves de 1935. Va oferir 8.100 candidats a tota Iugoslàvia. El 5 de maig el govern iugoslau va anunciar per primera vegada els resultats de les eleccions, que van mostrar que el 72,6 % de l'electorat elegible havia emès un total de 2.778.172 vots. El partit de Bogoljub Jevtić havia rebut 1.738.390 (62,6%) vots i 320 escons al parlament i el Bloc de l'Oposició liderat per Vladko Maček havia rebut 983.248 (35,4%) vots i 48 escons. Zbor va quedar últim a les enquestes, amb 23.814 (0,8%) vots, i no havia adquirit cap escó al parlament. De tots els vots que havia rebut, 13.635 provenien de la Banovina del Danubi, on es trobava el districte natal de Ljotić, Smederevo. Els resultats electorals publicats inicialment per les autoritats van causar un trastorn entre el públic, obligant el govern a publicar els resultats d'un recompte el 22 de maig. El recompte va mostrar que s'havien emès 100.000 vots addicionals que no s'havien registrat el 5 de maig i que el partit de Jevtić havia rebut 1.746.982 vots (60,6%) i 303 escons, el Bloc de l'Oposició havia rebut 1.076.345 (37,4%) i 67 escons, i que Zbor havia rebut 24.008 (0,8%) vots i de nou cap escó.
El 1937, Ljotić va començar a atacar Stojadinović a través de les publicacions Zbor i el va acusar de complicitat en l'assassinat del rei Alexandre tres anys abans. El govern de Stojadinović va respondre exposant que Ljotić havia estat finançat pels alemanys i dotat de recursos financers per aquests per difondre la propaganda nazi i promoure els interessos econòmics alemanys a Sèrbia. El material incriminant que vinculava Ljotić amb els alemanys va ser lliurat a les autoritats iugoslaves pel comandant de la Luftwaffe alemanya Hermann Göring, un partidari de Stojadinović. Stojadinović va utilitzar aquestes revelacions al seu benefici a les eleccions parlamentàries de l'any següent, presentant els seus oponents, inclòs Ljotić, com «agitadors deslleials». Ljotić va respondre atacant Stojadinović a través d'articles a Otadžbina, molts dels quals van ser posteriorment prohibits. El govern de Stojadinović va prohibir totes les manifestacions i diaris de Zbor, va confiscar material de propaganda de Zbor i va arrestar els líders de Zbor. El setembre de 1938, Ljotić va ser arrestat després que la gendarmeria iugoslava obrí foc contra una multitud de partidaris de Zbor i matà almenys una persona. Acostumat a l'església, va ser acusat de mania religiosa i va ser enviat breument a un manicomi abans de ser alliberat. El 10 d'octubre, Stojadinović va dissoldre el Parlament de Iugoslàvia, va proclamar noves eleccions i va organitzar noves detencions de membres de Zbor. Ljotić va respondre declarant públicament que els partidaris de Zbor estaven sent arrestats per tal d'impedir-los participar en les eleccions vinents. Les eleccions parlamentàries de desembre de 1938 van oferir tres candidats: Stojadinović, Maček i Ljotić. Durant la votació, membres dels partits de l'oposició, inclòs Zbor, van ser arrestats i sotmesos a intimidació policial i els registres de votació van ser suposadament falsificats a favor de Stojadinović. Zbor va acabar últim a les eleccions, rebent 30.734 (1,01%) vots i no va guanyar cap escó al parlament. 17.573 dels vots a favor de Zbor es van emetre a la Banovina del Danubi, mentre que el nombre de vots a la Banovina del Litoral Dàlmata va augmentar de 974 el maig de 1935 a 2.427 el desembre de 1938.

## Segona Guerra Mundial

### 1939–1941
L'agost de 1939, el cosí de Ljotić, Milan Nedić, va ser nomenat ministre de Defensa iugoslau. Més tard aquell mateix any, gairebé totes les publicacions de Zbor, incloses Otadžbina, Buđenje, Zbor, Naš put (El nostre camí) i Vihor (Worlwind), van ser prohibides. Ljotić va aprofitar les connexions que tenia amb Nedić per assegurar-se que la revista prohibida publicada per Zbor Bilten («Bulletí») es distribuís als membres del Reial Exèrcit Iugoslau. La revista es va publicar il·legalment en una impremta militar i es va distribuir per tot el país per missatgers militars. Ljotić va ser el principal col·laborador i redactor en cap de la revista. Cinquanta-vuit números de Bilten es van publicar des del març de 1939 fins a l'octubre de 1940, en què Ljotić defensava una política exterior iugoslava pro-Eix i criticava la tolerància de Belgrad amb els jueus. Es van imprimir fins a 20.000 exemplars cadascun dels números posteriors de la revista. Ljotić estava especialment satisfet de poder exercir la seva influència ideològica sobre els joves aprenents de l'acadèmia militar així com sobre els oficials més grans.
Amb l'esclat de la Segona Guerra Mundial, Ljotić va donar suport a la política de neutralitat de Iugoslàvia en el conflicte alhora que va promoure la posició que la diplomàcia iugoslava hauria de centrar-se en les relacions amb Berlín. Es va oposar amb vehemència a l'Acord Cvetković-Maček de l'agost de 1939 i va escriure repetidament cartes al príncep Pau instigant-lo a anul·lar-lo. En aquestes cartes, advocava per una reorganització immediata del govern segons la ideologia Zbor, l'abolició de l'autonomia croata, la divisió del Reial Exèrcit Iugoslau en contingents d'ètnia sèrbia i alguns voluntaris croats i eslovens, que serien armats, i contingents de la majoria de croats i eslovens a les forces armades, que servirien com a unitats laborals i estarien desarmats. Efectivament, l'objectiu de tots aquests punts era reduir els no serbis a Iugoslàvia a l'estatus de ciutadans de segona classe. En aquest punt, Zbor va ser infiltrat per la Gestapo alemanya, l'Abwehr (intel·ligència militar alemanya) i la Schutzstaffel (SS). El 1940, el Reial Exèrcit Iugoslau va purgar els seus elements proalemanys i Ljotić va perdre gran part de la influència que tenia sobre les forces armades.
Els seguidors de Ljotić van respondre a l'acord Cvetković-Maček amb violència, enfrontant-se amb l'ala juvenil del Partit Comunista de Iugoslàvia (KPJ). Aquests incidents van atreure fins a 5.000 nous membres a Zbor i van donar lloc a la formació d'una ala estudiantil de Zbor coneguda com les Àligues Blanques (en serbocroat: Beli orlovi). El juliol de 1940, Ljotić va expressar la seva amarga oposició al reconeixement diplomàtic de la Unió Soviètica per part de Belgrad, que pretenia enfortir Iugoslàvia internament en cas de guerra.
El 23 d'octubre de 1940, els membres de l'Àliga Blanca es van reunir fora del campus de la Universitat de Belgrad. El president de la universitat, Petar Micić, era un simpatitzant de Zbor. La policia de Belgrad, que suposadament tenia coneixement previ dels disturbis, es va retirar de la zona abans que esclatés la violència. Aleshores, els membres de l'Àliga Blanca van amenaçar professors i estudiants amb pistoles i ganivets, van apunyalar alguns d'ells, van aclamar Adolf Hitler i Benito Mussolini com els seus herois i van cridar «a baix els jueus!» Membres de Slovenski Jug («Sud Eslau»), un moviment nacionalista serbi, també van participar en els disturbis, que van ser orquestrats per Ljotić amb l'esperança que la violència provoqués la llei marcial i, per tant, provoqués un sistema de control més centralitzat a la universitat. La opinió pública sèrbia va respondre als disturbis amb indignació. El 24 d'octubre, el govern iugoslau va revocar l'estatus legal de Zbor. El 2 de novembre, el Ministeri de l'Interior va enviar una llista de membres de Zbor a tots els administradors municipals de Sèrbia. El govern va reprimir Zbor amb la detenció de diversos centenars de membres, obligant a Ljotić a amagar-se. Una de les úniques figures públiques a Sèrbia que es va pronunciar a favor de Ljotić durant aquest període va ser el bisbe ortodox serbi Nikolaj Velimirović, que va lloar la seva «fe en Déu» i el seu «bon caràcter». Encara que una investigació del govern va trobar que Zbor era culpable d'alta traïció per acceptar fons alemanys, les autoritats van tenir cura de no arrestar Ljotić per no provocar els alemanys. Ljotić va ser posat sota vigilància governamental, però les autoritats ràpidament li van perdre la pista. Es va amagar amb amics a Belgrad i va romandre en contacte amb Nedić i Velimirović. El 6 de novembre, Nedić va dimitir del seu càrrec per protestar contra la repressió del govern contra Zbor. Es van continuar imprimint números addicionals de Bilten malgrat la seva dimissió. Aquests van donar suport a una política exterior iugoslava pro-Eix, van criticar la tolerància del govern amb els jueus i els maçons i van atacar els membres del govern probritànics per la seva oposició a la signatura del Pacte Tripartit de Iugoslàvia. Ljotić va romandre amagat fins a l'abril de 1941.

### 1941–1945
El 6 d'abril de 1941, les forces de l'Eix van envair Iugoslàvia. Poc equipat i mal entrenat, el Reial Exèrcit Iugoslau va ser ràpidament derrotat. Diverses dotzenes d'oficials de l'Exèrcit Reial Iugoslau afiliats a Zbor van ser capturats per la Wehrmacht durant la invasió, però ràpidament van ser alliberats. Els alemanys van enviar a Ljotić un avís escrit assegurant la seva llibertat de moviment a la Sèrbia ocupada pels alemanys. Poc després que les forces alemanyes entréssin a Belgrad, els seguidors de Ljotić van rebre la tasca de seleccionar uns 1.200 jueus entre la població no jueva de la ciutat.
En ocupar Sèrbia, els alemanys van prohibir l'activitat de tots els partits polítics excepte Zbor. Encara que originàriament pretenien fer de Ljotić el cap d'un govern titella serbi, tant Ljotić com els alemanys es van adonar que la seva impopularitat faria que qualsevol govern dirigit per ell fos un fracàs. Els alemanys aviat van convidar a Ljotić a unir-se al govern titella serbi inicial, el Comissari d'Administració de Milan Aćimović. A Ljotić se li va oferir el càrrec de comissari econòmic, però mai va assumir el càrrec, en part perquè no li agradava la idea de tenir un paper secundari a l'administració i en part per la seva impopularitat. Va recórrer a exercir indirectament la seva influència sobre el govern titella serbi a través de dos dels seus associats més propers, els membres de Zbor Stevan Ivanić i Miloslav Vasiljević, a qui els alemanys havien seleccionat com a comissaris. Els alemanys confiaven en Ljotić més que en qualsevol altre serbi de la Iugoslàvia ocupada. En necessitat d'una força col·laboracionista fiable per combatre l'aixecament comunista que havia esclatat després de l'ocupació alemanya de Sèrbia, li van donar permís per formar els Destacaments de Voluntaris Serbis el setembre de 1941.
A l'octubre, Zbor va organitzar la Gran Exposició Antimaçònica a Belgrad amb el suport financer alemany. L'exposició pretenia exposar una suposada conspiració judeo-maçònica i comunista per a la dominació mundial a través de diverses exhibicions amb propaganda antisemita. Al desembre, els Destacaments de Voluntaris Serbis van ser rebatejats com a Cos de Voluntaris Serbis (en serbocroat: Srpski dobrovoljački korpus, SDK) i posat sota el comandament del tinent general d'artilleria alemany Paul Bader. Encara que formalment no formava part de la Wehrmacht, el SDK va rebre armes, municions, menjar i roba dels alemanys. A les seves unitats no se'ls permetia moure's del seu territori assignat sense autorització alemanya. El mateix Ljotić no tenia control sobre l'SDK, que estava directament comandat pel coronel Kosta Mušicki. Igual que la Guàrdia de l'Estat Sèrbia, estava sota el comandament directe del líder superior de la SS i de la policia August Meyszner i el comandant general a Sèrbia. Durant les operacions, les seves unitats van quedar sota el comandament tàctic de les divisions alemanyes. Va ser l'únic grup de serbis armats en què els alemanys van confiar mai durant la guerra, les seves unitats sovint eren elogiades pel valor en acció pels comandants alemanys. L'SDK sovint ajudava a la Gestapo a localitzar i aglutinar civils jueus que havien aconseguit evadir la captura per part dels alemanys i van participar en l'enviament de presoners jueus al camp de concentració de Banjica.
El 15 de juliol de 1942, el líder txetnik Draža Mihailović va enviar un telegrama al govern iugoslau a l'exili demanant-los que denunciés públicament Ljotić, Nedić i el líder txètnik obertament col·laboracionista Kosta Pećanac com a traïdors. El govern iugoslau a l'exili va respondre fent-ho públicament per BBC Radio. El 4 d'octubre de 1944, Ljotić, juntament amb Nedić i uns 300 funcionaris del govern serbi, van escapar de Belgrad amb oficials alemanys. Ljotić i l'SDK van arribar a Osijek a finals d'octubre, on l'oficial alemany Hermann Neubacher va acordar organitzar el seu pas segur cap a la costa eslovena. A principis de 1945, el líder chetnik Pavle Đurišić va decidir traslladar-se a la zona de Ljubljana independent de Mihailović, i va organitzar que les forces de Ljotić ja a Eslovènia es trobessin amb ell prop de Bihać a Bòsnia occidental per ajudar el seu moviment. Entre març i abril, Ljotić i Mihailović van intercanviar missatges sobre una última aliança contra els partisans. Encara que l'acord es va arribar massa tard per ser de cap utilitat pràctica, les forces de Ljotić i Mihailović es van reunir sota el comandament del general txec Miodrag Damjanović el 27 de març.
Ljotić no va viure per veure el final de la guerra. Va morir en un accident de cotxe a Eslovènia el 23 d'abril de 1945. A principis de maig, Damjanović va dirigir la majoria de les tropes sota el seu comandament al nord-oest d'Itàlia, on es van rendir als britànics i van ser col·locats en camps de detenció. Molts van ser extradits a Iugoslàvia, on s'estima que entre 1.500 i 3.100 van ser executats pels partisans i enterrats en fosses comunes a l'altiplà de Kočevski Rog. Altres van emigrar als països occidentals, on van establir organitzacions d'emigrants destinades a promoure l'agenda política de Zbor. Molts dels seguidors de Ljotić es van establir a Múnic, on van dirigir la seva pròpia editorial i van imprimir un diari anomenat Iskra («Guspira»). El 1974, el germà de Ljotić va ser assassinat a trets per agents del Servei de Seguretat de l'Estat iugoslau (Uprava državne bezbednosti, UDBA). L'antagonisme entre els grups pro-Ljotić i els afiliats als txètniks va continuar a l'exili.